# 左奇偉
左奇偉，河南省开封市人，作曲家、聲樂家、教育工作者，著有《左奇偉豫劇唱腔選》等書。其代表作有豫剧《红旗渠》、《朝阳沟》等。

## 个人经历
1960年考入郑州市文工团，1963年考入河南豫剧院三团。
1987年考入河南大学，於河南大学音樂二系學習作曲和聲樂專業。
是王基笑和吕岱生的學生，在豫劇電影《朝陽溝》裡飾演女社員。
現在是中國國家1級作曲家和中國戲曲學院、中國音樂學院教授，正高級職稱。
2007年應邀到台灣，給臺灣豫劇團創作豫劇《慈禧與珍妃》的音樂（這出戲經台灣公視錄製轉播后，在2008年得到台灣行政院新聞局金鐘獎）。